# Jiří Svoboda (železničář)
Jiří Svoboda (* 14. května 1970 Ústí nad Orlicí) je český manažer a železničář, od března 2018 generální ředitel Správy železnic (do roku 2019 Správy železniční dopravní cesty).

## Život
Po dokončení studia na Střední průmyslové škole železniční v České Třebové započal v roce 1988 svou pracovní kariéru u Československých státních drah na pozici výpravčího. Následně po roce 1997 pracoval na různých vedoucích a manažerských pozicích u Českých drah (ČD) jako vedoucí technické skupiny či technicko-obchodní náměstek železniční stanice Česká Třebová. Následně pracoval na úseku ČD Správy dopravní cesty.
Od roku 2006 působil jako ředitel kanceláře ekonomického náměstka generálního ředitele Českých drah, následně zastával stejnou pozici i po převodu gesce a zaměstnanců z Českých drah na Správu železniční dopravní cesty (SŽDC). V roce 2011 byl u SŽDC uveden do funkce ředitele obchodu a veřejných zakázek a od července 2016 působil na pozici náměstek generálního ředitele SŽDC pro provozuschopnost dráhy.
Od 1. března 2018 byl pověřen řízením SŽDC po rezignaci generálního ředitele Pavla Surého. Od 23. března 2018 působí ve funkci generálního ředitele Správy železniční dopravní cesty, po jejím přejmenování roku 2020 Správy železnic.
Je absolventem Evropského polytechnického institutu a Ústavu práva a právní vědy.

### Generální ředitel Správy železnic
Pod vedením Jiřího Svobody začala od roku 2019 Správa železniční dopravní cesty intenzivněji opravovat regionální dráhy (především odstraňování pomalých jízd), započala rekonstrukce nádražních budov po celé republice a jejich využití nabízeno pro státní i soukromé komerční subjekty. Po sériích dopravních nehod na železničních přejezdech začala Správa železnic zlepšovat zabezpečení železničních přejezdů na frekventovaných silnicích, především na silnicích I. třídy. V neposlední řadě se Správa železnic začala intenzivněji zabývat přípravou a projektováním vysokorychlostních tratí v ČR. Na druhé straně se Správa železnic v poslední době[kdy?] setkává s kritikou selhávání co se týče počtu mimořádných událostí na železnici a nedostatečným zabezpečením provozu drážní dopravy.[zdroj⁠?!] Kritici poukazují na chybějící vlakové zabezpečovací zařízení typu ETCS.[zdroj⁠?!]